# إمري
قرية إمري هي إحدى القرى التابعة لمركز شبراخيت في محافظة البحيرة في جمهورية مصر العربية. حسب إحصاءات سنة 2006، بلغ إجمالي السكان في إمري 4267 نسمة، منهم 2194 رجلا و2073 امرأة.

## التاريخ
قرية إمري من القرى القديمة، واسمها الأصلي وقت الفتح الإسلامي لمصر مياميريس (بالإنجليزية: Miamyris)‏، وقد وردت باسم امري في أعمال البحيرة ضمن قرى الروك الصلاحي التي أحصاها ابن مماتي في كتاب قوانين الدواوين، كما وردت باسم امري في أعمال البحيرة ضمن قرى الروك الناصري التي أحصاها ابن الجيعان في كتاب «التحفة السنية بأسماء البلاد المصرية». وفي العصر العثماني كان اسمها في تربيع سنة 933هـ/1527م الذي أجراه الوالي العثماني سليمان باشا الخادم في عصر السلطان العثماني سليمان القانوني إمري ضمن قرى ولاية البحيرة، وفي تاريخ 1228هـ/1813م الذي عدّ قرى مصر بعد المسح الذي قام به محمد علي باشا باسم إمري ضمن قرى مديرية البحيرة.